# Черёмушкин, Матвей Алексеевич
Матвей Алексеевич Черёмушкин — советский хозяйственный, государственный и политический деятель.

## Биография
Родился в 1903 году в Щёлкове в семье фабричного служащего. Член ВКП(б) с 1924 года.
С 1919 года — на хозяйственной, общественной и политической работе. В 1919—1955 гг. — секретарь Щигринского уездного комитета комсомола в Курской области, участник Великой Отечественной войны, первый секретарь Черногорского городского комитета ВКП(б), второй секретарь Абаканского горкома ВКП(б), начальник транспортного отдела Красноярского краевого комитета ВКП(б), председатель Красноярского горисполкома.
Избирался депутатом Верховного Совета РСФСР 3-го созыва.